# مری دوریا راسل
مری دوریا راسل (به انگلیسی: Mary Doria Russell) (متولد ۱۹ اوت ۱۹۵۰) یک رمان‌نویس آمریکایی است.

## سنین جوانی و تحصیل
راسل در المهرست، ایلینوی، حومه شیکاگو متولد شد. پدر و مادرش هر دو در ارتش شاغل بودند، پدرش مربی سپاه تفنگداران دریایی ایالات متحده آمریکا و مادرش یک پرستار نیروی دریایی بود. او به عنوان یک کاتولیک بزرگ شد اما کلیسا را در سن پانزده سالگی ترک کرد.
او از دبیرستان Glenbard East در لومبارد، ایلینوی، فارغ‌التحصیل شده‌است. راسل مدرک B.A. در انسان‌شناسی فرهنگی در دانشگاه ایلینوی در اریانا-شمپین؛ مدرک M.A. در انسان‌شناسی اجتماعی در دانشگاه شمال شرقی، بوستون؛ و Ph.D. در انسان‌شناسی زیستی در دانشگاه میشیگان، آن آربور را کسب کرد.